# Vlad Ivanov
Vlad Ivanov (n. 4 de agosto de 1969, Botoșani) es un actor de cine rumano de origen lipovano. Es principalmente conocido por sus papeles en películas con éxito en el Festival de Cannes como 4 luni, 3 săptămâni şi 2 zile (2007) o Amintiri din epoca de aur (2009).

## Filmografía
- Moș Goriot (2004) - Gondureau
- Trăgător de elită (2005) - Mikhail Beslan
- Snuff-Movie (2005) - Polcía
- Viața fără ea (2006) - Adrian
- Și totul era nimic (2006)
- Interior scara de bloc (2007) - Adrian
- Second in Command (2006) - RSO John Lydon
- 4 luni, 3 săptămâni şi 2 zile (2007) - Mr. Bebe
- Serviciul omoruri (2008) - Marcel (ep.3)
- Marea Neagră (2008)
- Amintiri din epoca de aur (2009)
- Police, Adjective (2009) - Anghelache
- Le Concert (2009)
- Cealaltă Irina (2009)
- Principles of life (2010) - Emilian Velicanu
- My Joy (2010) - Alcalde de Moscú
- Crulic - Drumul spre dincolo (2011) - Crulic
- En la niebla (2012) - Grossmeier
- Snowpiercer (2013) - Franco Elder
- Poziția copilului (2013)
- " Atardecer " Dirección de László Nemes (2018)
- La Gomera, de Corneliu Porumboiu (2019)

## Premios
- Premio de la Asociación de Críticos de Cine de Los Ángeles por Mejor actor de reparto en 4 luni, 3 săptămâni şi 2 zile (2007).[2]
- Premio Gopo de la Academia Rumana por Mejor actor de reparto en 4 luni, 3 săptămâni şi 2 zile (2008).[1]
- Premio Gopo de la Academia Rumana por Mejor actor de reparto por el papel de Anghelache en Police, Adjective (2010).[1]